# Cláudia Vasconcelos
Cláudia Vasconcelos (Rio de Janeiro, 1963. március 30. –) brazil női nemzetközi labdarúgó-játékvezető.

## Pályafutása

### Nemzetközi játékvezetés
A Brazil labdarúgó-szövetség Játékvezető Bizottsága (JB) terjesztette fel nemzetközi játékvezetőnek, a Nemzetközi Labdarúgó-szövetség (FIFA) 1991-től tartotta nyilván bírói keretében. Az első brazil női játékvezető, aki a FIFA által szervezett rendezvényen tevékenykedhetett. Több nemzetek közötti válogatott és klubmérkőzést vezetett, vagy működő társának partbíróként illetve 4. bíróként segített.

#### Női labdarúgó-világbajnokság
A világbajnoki döntőkhöz vezető úton Kína rendezte az I., az 1991-es női labdarúgó-világbajnokságot, ahol a FIFA JB játékvezetőként alkalmazta. Mérkőzésvezetés előtt három mérkőzésen partbírói szolgálatot végzett. Kettő alkalommal egyes számú (a kor előírása szerint játékvezetői sérülésnél továbbvezeti a találkozót), egy alkalommal 2. számú pozíciós küldést kapott. Világbajnokságon vezetett mérkőzéseinek száma: 1.

##### 1991-es női labdarúgó-világbajnokság

###### Partbíróként
| Időpont            | Helyszín                             | Mérkőzés típusa              | Mérkőzés        | Játékvezető        | Eredmény | Nézők száma |
| ------------------ | ------------------------------------ | ---------------------------- | --------------- | ------------------ | -------- | ----------- |
| 1991. november 16. | Tianhe Stadion, Kanton               | csoportmérkőzés (A. csoport) | Kína–Norvégia   | Salvador Marcone   | 0 – 1    | 65 000      |
| 1991. november 19. | Guangdong Provincial Stadion, Kanton | csoportmérkőzés (A. csoport) | Kína–Dánia      | Vaszílisz Nikákisz | 2 – 2    | 27 000      |
| 1991. november 24. | Tianhe Stadion, Kanton               | egyik negyeddöntő            | Kína–Svédország | John Toro Rendón   | 4 – 0    | 55 000      |

###### Játékvezetőként
| Időpont            | Helyszín                             | Mérkőzés típusa | Mérkőzés         | Eredmény | Nézők száma |
| ------------------ | ------------------------------------ | --------------- | ---------------- | -------- | ----------- |
| 1991. november 29. | Guangdong Provincial Stadion, Kanton | bronzmérkőzés   | Svédország–Német | 4 – 0    | 20 000      |

#### Olimpiai játékok

##### 1996. évi nyári olimpiai játékok
Amerikában rendezték a XXVI., az Női labdarúgótornát az 1996. évi nyári olimpiai játékokon, ahol a FIFA JB bírói szolgálatra alkalmazta.

###### Női labdarúgótorna az 1996. évi nyári olimpiai játékokon
| Időpont          | Helyszín                     | Mérkőzés típusa              | Mérkőzés               | Eredmény | Nézők száma |
| ---------------- | ---------------------------- | ---------------------------- | ---------------------- | -------- | ----------- |
| 1996. július 21. | Citrus Bowl Stadion, Orlando | csoportmérkőzés (E. csoport) | Egyesült Államok–Dánia | 3 – 0    | 25 303      |
| 1996. július 25. | Citrus Bowl Stadion, Orlando | csoportmérkőzés (E. csoport) | Dánia–Svédország       | 1 – 3    | 17 020      |